# Карл Декер
 Тази статия е за австрийския футболист.  За германския офицер вижте Карл Декер (офицер).  
Карл Декер (на немски: Karl Decker) (5 септември 1921, Виена, Австрия - 27 септември 2005, Виена, Австрия) е австрийски футболист и треньор.